# Ewa Kosmol
Ewa Kosmol, z d. Grecka (ur. 16 marca 1947 w Warszawie) – polska pływaczka, mistrzyni i rekordzistka Polski, trener pływania.

## Kariera sportowa
Była zawodniczką Sparty Warszawa i AZS-AWF Warszawa. Na basenie 50-metrowym zdobyła indywidualnie 22 medale mistrzostw Polski, w tym 7 złotych:
- 50 m stylem dowolnym: 1964 - 2 m., 1966 - 2 m., 1968 - 2 m.
- 100 m stylem dowolnym: 1964 - 2 m., 1966 - 1 m., 1968 - 2 m., 1969 - 2 m.
- 200 m stylem dowolnym: 1966 - 1 m., 1968 - 2 m.
- 400 m stylem dowolnym: 1964 - 3 m.
- 100 m stylem motylkowym: 1967 - 2 m.
- 200 m stylem motylkowym: 1967 - 2 m., 1970 - 2 m.
- 200 m stylem zmiennym: 1966 - 1 m., 1967 - 1 m., 1968 - 1 m., 1969 - 1 m., 1970 - 2 m.
- 400 m stylem zmiennym: 1967 - 1 m., 1969 - 2 m., 1970 - 2 m.

Była rekordzistką Polski na basenie 50-metrowym na dystansach: 200 m stylem dowolnym (3 x w 1966, do wyniku 2:26.0 w dniu 5 sierpnia 1966), 100 m stylem motylkowym (2 x w 1968 do wyniku 1:12,2 w dniu 14 czerwca 1968), 200 m stylem zmiennym (4 x w latach 1966-1968 do wyniku 2:37,7 w dniu 6 marca 1968), 400 m stylem zmiennym (2 x w latach 1966-1968 do wyniku 5:46,2 w dniu 15 czerwca 1968).
Reprezentowała Polskę na mistrzostwach Europy w 1966 oraz Letniej Uniwersjadzie w 1965 i 1970. Na tych ostatnich zawodach zajęła 5. miejsce na dystansie 200 m stylem zmiennym.
W 1969 ukończyła studia w Akademii Wychowania Fizycznego w Warszawie, w latach 1970-1980 była trenerem w sekcji pływackiej AZS-AWF Warszawa, od 1981 jest pracownikiem Studium WF Uniwersytetu Warszawskiego, w 2011 otrzymała Nagrodę im. Eugeniusza Piaseckiego.